# 徳島高等工業学校
| 徳島高等工業学校 （徳島高工） | 徳島高等工業学校 （徳島高工）   |
| ----------------------------- | ------------------------------- |
| 創立                          | 1923年                          |
| 所在地                        | 徳島市                          |
| 初代校長                      | 小溝茂橘                        |
| 廃止                          | 1951年                          |
| 後身校                        | 徳島大学                        |
| 同窓会                        | 徳島大学工業会・ 徳島大学薬友会 |

徳島高等工業学校（とくしまこうとうこうぎょうがっこう）は、1922年（大正11年）に設立された旧制専門学校（実業専門学校）。略称は 「徳島高工」。

## 概要
- 第一次世界大戦後の高等教育機関増設政策で設立された官立高等工業学校の一つ。
- 創立時は本科（修業年限3年）に土木工学科・機械工学科・応用化学科（農産工業化学部・製薬化学部）の 3科を設置した。
- 応用化学科製薬化学部（1937年から製薬化学科）の卒業生には薬剤師資格が認められた（従って、薬学専門学校の性格も有していた）。
- 第二次世界大戦中に徳島工業専門学校（略称： 徳島工専）と改称された。
- 学制改革で新制徳島大学工学部（現 工学部・薬学部）の母体となった。
- 同窓会は「徳島大学工業会」と称し、旧制・新制（工学部出身者）合同の会である。また、製薬系学科出身者は、「徳島大学薬友会」（薬学部同窓会）にも合流している。

## 沿革

### 徳島高等工業学校時代
- 1922年10月20日： 勅令第441号文部省直轄諸学校官制改正により徳島高等工業学校設置。
  - 本科（修業年限3年）に土木工学科・機械工学科・応用化学科（農産工業化学部・製薬化学部）の 3科を設置。
- 1922年12月： 校地を徳島市常三島町（現・南常三島町）に決定。
- 1923年4月： 第1回入学。
- 1924年1月： 皇太子（のちの昭和天皇）成婚記念で玄関前にソテツ植樹。
- 1925年9月： 校歌制定。『吉野川の注げるところ』（藤村作 作詞、信時潔 作曲）
- 1926年3月： 第1回卒業。
- 1926年4月： 応用化学科製薬化学部卒業生に薬剤師資格が認められる（文部省告示第227号）。
- 1933年8月： 同窓会「徳島工業会」設立。
- 1937年4月： 応用化学科製薬化学部が独立。本科に製薬化学科を増設（文部省令第18号）。
- 1937年8月： 工業技術員養成科（応用化学科）を設置。 
  - 修業年限6ヶ月、入学資格は旧制中学校卒業程度。
- 1939年2月： 機械工学科に夜間部設置（2年課程）。
- 1939年4月： 工業技術員養成科を廃止、機械技術員養成科を設置（修業年限2年）。
  - 同月、「青藍寮」開寮。
- 1939年5月： 本科に工作機械科を増設。
- 1940年4月： 本科に電気工学科を増設。
- 1943年3月： 徳島臨時教員養成所（物理化学科）を設置。
  - 修業年限3年。1948年3月廃止。
- 1943年12月： 「工業会館」（同窓会館）開設。

### 徳島工業専門学校時代
- 1944年4月： 徳島工業専門学校と改称。
  - 本科設置学科を改組： 土木科・機械科（旧機械工学科 + 旧工作機械科）・製薬工業科（旧製薬化学科）・化学工業科（旧応用化学科）・電気科。
  - 本科に第二部機械科（3年課程夜間部）・造船科を増設。
- 1945年7月4日： 徳島空襲で校舎設備の大半を焼失。
- 1945年9月： 2部授業で授業再開。
- 1946年： 文部省より製薬工業科・化学工業科以外の募集延期指示。
  - 存続運動により、全科存続（募集再開）に。
- 1947年1月： 講堂・事務室再建竣工。
- 1948年10月： 新本館落成式。
- 1949年5月31日： 新制徳島大学発足（法律第150号）。
  - 旧制徳島工専は工学部（土木工学科・機械工学科・薬学科・応用化学科・電気工学科）の母体として包括された。
- 1951年3月： 旧制徳島工業専門学校、廃止。
  - 1951年4月： 工学部薬学科が独立し、薬学部薬学科となった（法律第84号）。

## 歴代校長
- 初代： 小溝茂橘（1922年12月 - 1932年3月）
  - 前・熊本高等工業学校教授
- 第2代： 松本岩太郎（1932年4月 - 1941年3月）
- 第3代： 北沢忠男（1941年3月 - 1943年7月）
- 第4代： 久保進（1943年7月 - 1951年3月）
  - 新制徳島大学工学部 初代学部長

## 校地の変遷と継承
創立から廃止まで、徳島市常三島町（現・南常三島町）の校地を使用した。1945年、戦災で校舎の大半を焼失し、一時は日の出製糸（徳島市蔵本町）・県立工業学校の一部・撫養商業学校跡の一部を使用したが、校舎再建により常三島校地に復帰した。常三島校地は後身の新制徳島大学工学部に引き継がれている（現・常三島キャンパス）。
1951年4月に工学部から独立した薬学部は、当初は常三島校地を使用したが、1953年7月に徳島市庄町（医学部の西隣）に校舎が一部完成し、順次移転した（現・蔵本キャンパス）。

## 関連書籍
- 創立75周年記念事業準備委員会（編） 『徳島大学工学部七十五年史』 創立75周年記念事業準備委員会、1998年6月。